# Filmstad
Filmstad är ett begrepp inom Unescos program Unesco Creative Cities Network som lanserades 2004 för att främja samarbete mellan städer som använder sig av kreativitet som viktig faktor för sin stadsutveckling. 
Unesco utnämner filmstäder. I juni 2009 utnämndes Bradford i Storbritannien som den första filmstaden. Till grund för detta låg en lång tradition av film i staden, inklusive filmfestivaler.
Vid årsskiftet 2018/2019 fanns 13 filmstäder i 12 länder.

## Kriterier för filmstad
- ha väsentlig infrastruktur för filmindustri, till exempel filmateljéer
- ha beständiga länkar till produktion, distribution och marknadsföring av film
- ha erfarenhet av att organiseras filmfestivaler och andra filmrelaterade evenemang
- delta i samarbete om film på olika nivåer
- ha institutioner som arkiv, museer, privata samlingar och filminstitut
- ha filmskolor

## Utnämnda filmstäder
| År   | Stad     | Land                                 |
| ---- | -------- | ------------------------------------ |
| 2015 | Bitola   | Nordmakedonien (tidigare Makedonien) |
| 2009 | Bradford | Storbritannien                       |
| 2017 | Bristol  | Storbritannien                       |
| 2014 | Galway   | Irland                               |
| 2017 | Łódź     | Polen                                |
| 2014 | Busan    | Sydkorea                             |
| 2017 | Qingdao  | Kina                                 |
| 2015 | Rom      | Italien                              |
| 2015 | Santos   | Brasilien                            |
| 2014 | Sofia    | Bulgarien                            |
| 2010 | Sydney   | Australien                           |
| 2017 | Terrassa | Spanien                              |
| 2017 | Yamagata | Japan                                |